# Magiczny kamień (film 2004)
Magiczny kamień (ang. Back to Gaya, niem. Zurück nach Gaya, 2004) – hiszpańsko-niemiecko-brytyjski film animowany w reżyserii Holgera Tappe i Lenarda Fritza Krawinkela.

## Wersja angielska
- Patrick Stewart − Albert Drollinger
- Emily Watson − Alanta
- Glenn Wrage − Zino
- Alan Mariot − Boo
- Stephan Lander − Profesor N. Icely
- John Guerrasio − Galger

i inni

## Wersja polska
Wersja polska: STUDIO SONORIA

Reżyseria: Ilona Kuśmierska

Dialogi: Joanna Kuryłko

Udział wzięli:
- Jacek Mikołajczak − Albert Drollinger
- Katarzyna Tatarak − Alanta
- Jacek Rozenek − Zino
- Jacek Wolszczak − Boo
- Wojciech Paszkowski − Profesor N. Icely
- Jarosław Boberek − Galger

i inni

## Wersja niemiecka
- Friedrich Schoenfelder − Albert Drollinger
- Vanessa Petruo − Alanta
- Torsten Lennie Münchow − Zino
- Michael Herbig − Boo
- Bodo Wolf − Profesor N. Icely
- Klaus Sonnenschein − Galger

i inni